# 리쿠 지진
리쿠 지진(일본어: 陸羽地震 리쿠지신[*])은 1896년 8월 31일에 일본 아키타현과 이와테현의 경계에서 발생한 대륙 지각 내부 지진이다. 지진 규모는 M7.2이다. 일부 지역엔 진도7에 해당하는 흔들림이 있었던 것으로 추정된다. 이 지진으로 아키타현 내에서만 총 205명, 일본 전역에서 209명이 사망했고 779명이 부상을 입었다. 리쿠 지진의 진원 단층은 센야 단층으로 지표면상에 단층이 움직인 흔적도 같이 발견되었다.

## 지진
지진의 규모는 일본 기상청 규모 기준 M7.2로, 2008년 발생한 이와테·미야기 내륙지진과 함께 일본 도호쿠 지방에서 발생한 최대 규모의 지진이다. 진원 깊이는 10 km보다 더 얕으며 진원 부근에서는 일본 기상청 진도 계급 기준 진도6의 흔들림이, 극히 일부 지역에서는 진도7에 해당하는 흔들림이 있었다고 추정된다.
이 지진은 일본 아키타현과 이와테현의 경계 부근에 남북 방향으로 뻗어 있는 요코테 분지 북부의 동연에 있는 요코테 분지 동연 단층대(横手盆地東縁断層帯)의 시라이와·로쿠고 단층군 및 이 단층군과 동쪽으로 평행하게 있는 가와후네 단층의 활동으로 발생했으며, 지표면에는 센야 단층, 가와후네 단층 등 여러 개의 단층이 드러났다. 이후 조사를 통해 아키타현 다자와코정(현 센보쿠시)에서 로쿠고정(현 미사토정)까지 이르는 약 30 km 구간에서 지진을 일으키는 단층인 센야 단층이 확인되었다. 조사에 따르면 다자와코정의 오보나이 단층(生保内), 가쿠노다테정(현 센보쿠시)에서 나카센정(현 다이센시)까지 이어져 있는 시라이와 단층, 오타정(현 다이센시)에 있는 오타 단층, 센하타정(현 미사토정)에 있는 센야 단층이 수직으로 최대 3.5 m 가량 융기했다. 또한 이와테현 와가군 사와우치촌(현 니시와가정)에 있는 가와후네 단층에서도 서쪽이 최대 2 m 가량 융기했다.

## 유발지진과 전진
리쿠 지진은 본진 발생 약 2개월 반 전인 6월 15일에 발생했던 1896년 메이지 산리쿠 지진의 영향을 받아 그 진원 및 여진역과 떨어진 지역에서 발생한 유발지진으로 추정된다. 또한 1891년 발생했던 노비지진과의 관련성을 추적하는 연구도 있다.
또한 본진 발생 8일 전인 8월 23일부터 최대 규모 M6.4의 지진을 포함한 활발한 전진 활동이 발생해 아키타현 일부 지역에서 피해가 발생했다. 특히 8월 23일 오후에 발생한 지진은 도호쿠 지방 일대에 흔들림이 느껴질 정도로 도로와 여러 담장에 금이 가는 피해가 발생했다. 전진 직전 발생한 이런 군발지진 활동은 점차 잦아들어 29일과 30일에는 유감지진이 발생하지 않았다. 하지만 31일이 되자 지진 활동이 갑자기 활발해져 오전에 몇 차례 상하운동을 포함한 큰 지진이 일어났으며 오후 4시 30분에는 전진 활동 중 가장 큰 규모의 지진이 발생했으며 이후 5시 6분에는 이를 뛰어넘는 규모의 본진이 발생했다.

## 피해
지진 피해는 요코테 분지 안쪽과 산지 동쪽에 집중되었으며 센보쿠군의 센야촌, 나가시다촌, 하타야촌, 이즈메촌, 로쿠고정에서는 전체 주택의 70% 이상이 붕괴되거나 반파되었다. 총 사망자는 209명, 부상자 779명, 주택 완전 붕괴 5,792채, 주택 반파 3,045채, 산사태 9,899소가 확인되었다.

## 발생 간격 추정
센야 단층에 대한 활단층 조사에 따르면, 리쿠 지진 발생 약 3,500년 전에 비슷한 규모의 지진이 발생했다고 추정된다.

## 같이 보기
- 센야 단층

## 참고 문헌
- 陸羽地震 国立科学博物館地震資料室
- 水田敏彦; 鏡味洋史 (2009년 6월). “1896.8.31 陸羽地震の秋田県における被害分布に関する文献調査”. 《日本建築学会技術報告集》 (日本建築学会) 15 (30): 597–600. doi:10.3130/aijt.15.963. NAID 40016793257.
- 日本地震学会『日本付近の主な被害地震年代表』